# Proyecto Uno

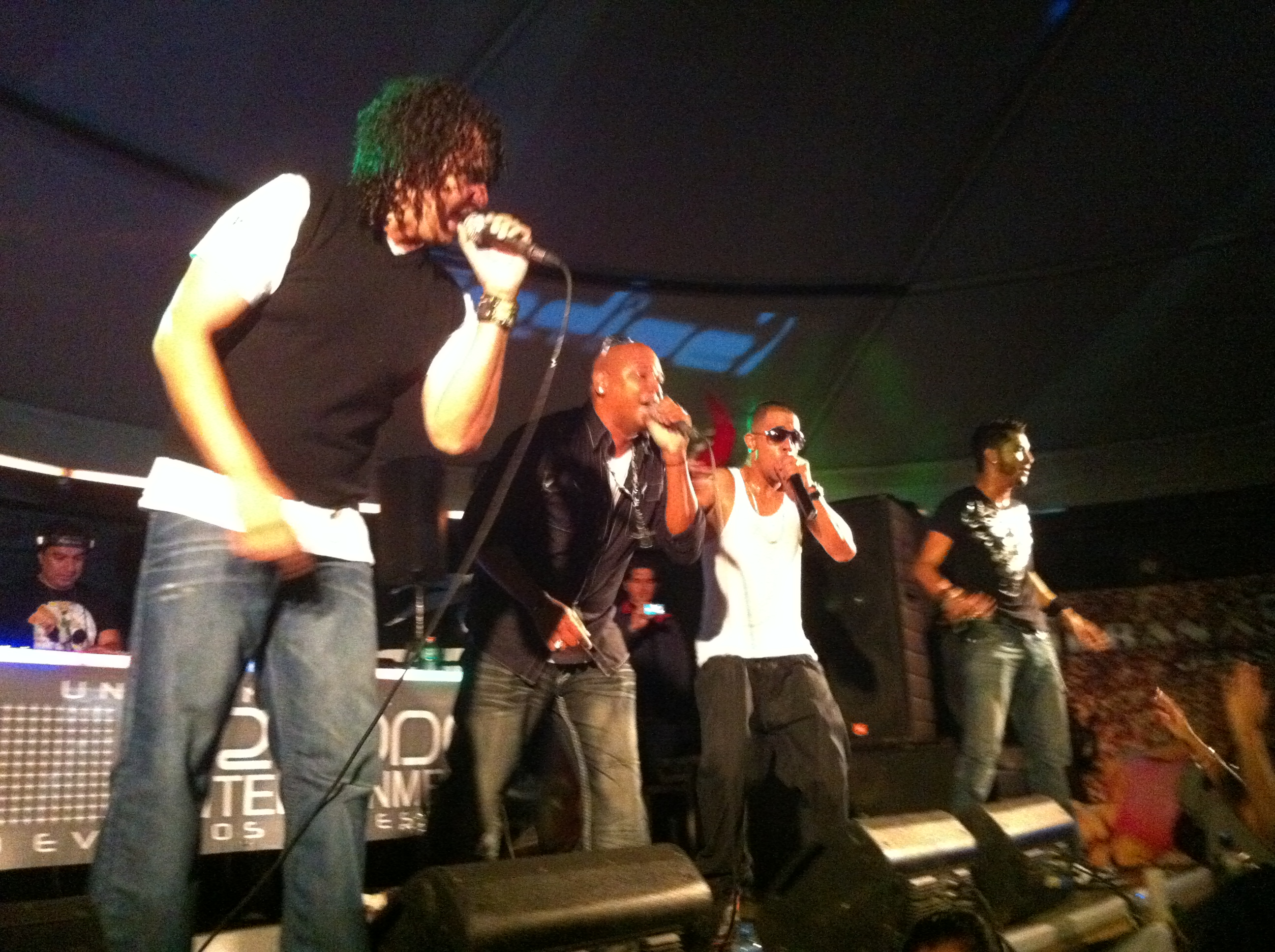
Proyecto Uno in Columbien (2010)

Proyecto Uno (span. Projekt 1) ist eine Band des Merengue Hip Hop. Sie wurde Anfang der 1990er Jahre in New York gegründet. Ihre Mitglieder sind Nelson Zapata, Magic Juan, Johnny Salgado und Erik Boog.
Ihre berühmtesten Hits waren Latinos, El tiburón (Der Hai), Mueve la cadera (Bewege die Hüfte), Monotonía (Die eintönige Stadt) und Fiebre (Fieber).
Ihr Album Pura Gozadera aus dem Jahr 2002 (bereits ohne Magic Juan) wurde Album des Jahres in Südamerika. Dort findet sich mit dem Track Holla! The Remix ein Track aus dem Genre des Reggaetón.

## Diskografie

### Alben
- In da house
- New era
- Pura gozadera

### Sampler / Remixes
- 20 éxitos
- The Remixes
- Éxitos de Proyecto Uno (CD + DVD)